# Football Club Aprilia 2011-2012
Questa voce raccoglie le informazioni riguardanti il Football Club Aprilia nelle competizioni ufficiali della stagione 2011-2012.

## Rosa
| N. |                    | Ruolo | Calciatore         |
| -- | ------------------ | ----- | ------------------ |
|    | Italia (bandiera)  | P     | Marino Bifulco     |
|    | Italia (bandiera)  | P     | Amedeo Castagnaro  |
|    | Italia (bandiera)  | P     | Rocco Pellegrino   |
|    | Italia (bandiera)  | D     | Giuseppe Aquino    |
|    | Italia (bandiera)  | D     | Gianmarco Carta    |
|    | Italia (bandiera)  | D     | Carlo Crialese     |
|    | Francia (bandiera) | D     | Abdelaye Diakite   |
|    | Italia (bandiera)  | D     | Giovanni Esposito  |
|    | Italia (bandiera)  | D     | Vitale Esposito    |
|    | Italia (bandiera)  | D     | Andrea Grieco      |
|    | Italia (bandiera)  | D     | Matteo Gritti      |
|    | Italia (bandiera)  | D     | Davide Pinna       |
|    | Italia (bandiera)  | D     | Antonio Salese     |
|    | Croazia (bandiera) | D     | Marko Stankovic    |
|    | Italia (bandiera)  | C     | Cristian Buonaiuto |
|    | Italia (bandiera)  | C     | Marco Criaco       |

| N. |                    | Ruolo | Calciatore           |
| -- | ------------------ | ----- | -------------------- |
|    | Italia (bandiera)  | C     | Marco Croce          |
|    | Italia (bandiera)  | C     | Michel Cruciani      |
|    | Italia (bandiera)  | C     | Davide Di Libero     |
|    | Italia (bandiera)  | C     | Giovanni Foderaro    |
|    | Italia (bandiera)  | C     | Gianmarco Fratangeli |
|    | Francia (bandiera) | C     | Mathieu Gomes        |
|    | Francia (bandiera) | C     | Samir Amar Lacheheb  |
|    | Polonia (bandiera) | A     | Piotr Branicki       |
|    | Italia (bandiera)  | A     | Elio Calderini       |
|    | Italia (bandiera)  | A     | Fabio Ceccarelli     |
|    | Italia (bandiera)  | A     | Alessandro Di Mario  |
|    | Italia (bandiera)  | A     | Alessio Germani      |
|    | Italia (bandiera)  | A     | Vincenzo Iovene      |
|    | Italia (bandiera)  | A     | Gaetano Pignalosa    |
|    | Italia (bandiera)  | A     | Giuseppe Siclari     |
|    | Italia (bandiera)  | A     | Alessandro Vona      |